# Nad jazerom
Nad jazerom est un des quartiers de la ville de Košice.

## Histoire
Le quartier de Nad jazerom est assez récent. Le territoire du quartier a été retiré des territoires du quartier de Košice Juh et de Krásna en 1990. La vocation première du quartier était industrielle, mais en 1969, on y a commencé la construction d'immeubles à appartements en panneaux de béton préfabriqué (style HLM). En tout, 9131 logements y ont été construits.

## Transport
- Terminus des lignes de tram : 3 7 9 R2
- Bus : 13, 19, 28 , 38 , 52 , 52L , 54, N2 (Bus de nuit)

## Notes et références

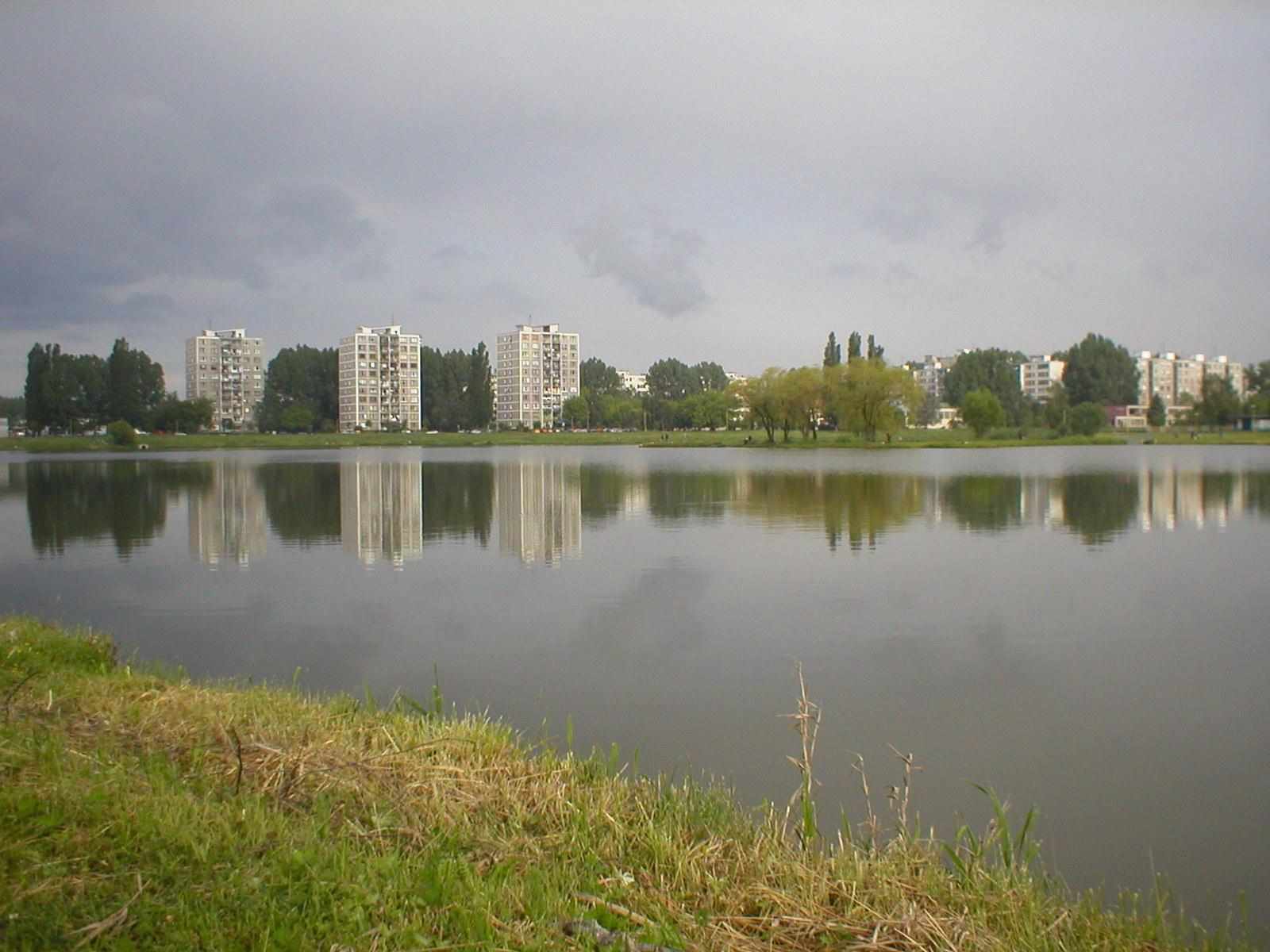
Vue du quartier depuis le lac